# Songfest: A Cycle of American Poems for Six Singers and Orchestra
Songfest: A Cycle of American Poems for Six Singers and Orchestra (Songfest: Un ciclo di poesie americane per sei cantanti e orchestra) è un ciclo di canzoni del 1977 di Leonard Bernstein. Il ciclo si compone di 12 ambientazioni di 13 poesie americane, eseguite da sei cantanti in assoli, duetti, un trio e tre sestetti.

## Storia
L'opera doveva essere un tributo al Bicentenario americano del 1976 ma non fu terminata in tempo. La sua prima esecuzione completa fu data dalla National Symphony Orchestra diretta dal compositore l'11 ottobre 1977, al Kennedy Center di Washington, D.C., anche se alcune parti sono state eseguite in precedenza. I solisti erano Clamma Dale (soprano), Rosalind Elias (mezzosoprano), Neil Rosenshein (tenore), John Reardon (baritono), Donald Gramm (basso). Il lavoro è stato eseguito per la prima volta sulla costa occidentale nel 1983 all'Hollywood Bowl, con il compositore alla direzione della Filarmonica di Los Angeles.
Il 4 luglio 1985 Bernstein ha diretto un'esibizione televisiva nazionale di Songfest come parte del concerto annuale A Capitol Fourth della National Symphony.

## Poesie
Songfest include le impostazioni di queste poesie:
1. "To the Poem" (Frank O'Hara) – sestetto
2. "The Pennycandystore Beyond the El" (Lawrence Ferlinghetti) – baritono solista
3. "A Julia de Burgos" (Julia de Burgos) – soprano solista
4. "To What You Said" (Walt Whitman) – solo
5. "I, Too, Sing America" (Langston Hughes) / "Okay 'Negroes' " (June Jordan) – duetto
6. "To My Dear and Loving Husband" (Anne Bradstreet) – trio
7. "Storyette H. M." (Gertrude Stein) – duetto
8. "if you can't eat you got to" (Edward Estlin Cummings) – sestetto
9. "Music I Heard with You" (Conrad Aiken) – solo
10. "Zizi's Lament" (Gregory Corso) – solo
11. "What Lips My Lips Have Kissed" (Edna St. Vincent Millay) – solo
12. "Israfel" (Edgar Allan Poe) – sestetto